# Арезе
Арезе (італ. Arese, п'єм. Arese) — муніципалітет в Італії, у регіоні Ломбардія, метрополійне місто Мілан.
Арезе розташоване на відстані близько 490 км на північний захід від Рима, 14 км на північний захід від Мілана.
Населення — 19 056 осіб (2012).
Щорічний фестиваль відбувається 29 червня. Покровитель — Петро (апостол).

## Демографія
Населення за роками:

Станом на 1 січня 2023 року в муніципалітеті офіційно проживало 1417 іноземців з 88 країн, серед них 512 громадян країн Євросоюзу та 100 громадян України.

## Сусідні муніципалітети
- Боллате
- Гарбаньяте-Міланезе
- Лаїнате
- Мілан
- Ро